# Contracodaste

Esquema que muestra el timón y el codaste 1. Timón 2. Pivote 3. Soporte 4. Codaste 5. Planchas

En náutica se llama contracodaste a la pieza entera de construcción o constituida por varios trozos empalmados, de forma generalmente prismática semejante al codaste y que, para dar a ese más solidez y fortaleza, se coloca empernada sobre la cara o canto interior del mismo.
El contracodaste es al codaste lo que los dormidos son a la quilla. En él endentan todos los yugos de popa. Sobre su canto interior, en el extremo o parte inferior, se apoya y va empernada la rama vertical de la llamada curva coral.

## Contracodaste exterior
Denominación empleada para designar la pieza con que, agregada a todo lo largo del canto exterior del codaste, es preciso suplementar éste cuando ha de ser de grandes dimensiones y no dispone de madera que sea de suficiente ancho (grueso a la grúa) para hacerlo entero de una pieza. 